# República Autónoma Socialista Soviética de Baskiria
La República Autónoma Socialista Soviética de Baskiria (en ruso: Башкирская Автономная Советская Социалистическая Республика; Bashkirskaya Avtonomnaya Sovietskaya Sotsialisticheskaya, en baskir: Башҡорт Автономиялы Совет Социалистик Республикаhы), fue una república autónoma de la antigua Unión Soviética dentro de la República Socialista Federativa Soviética de Rusia. En la actualidad es la República de Baskortostán, una de las repúblicas constituyentes de la Federación de Rusia.
La república ocupa un área de 143.600 km² en el extremo sureste de la Rusia europea, que limita al este con los montes Urales y dentro de setenta kilómetros de la frontera con Kazajistán en su punto más austral. La región fue colonizada por los nómadas de la estepa, los baskires túrquicos, durante la dominación del siglo XIII por la Horda de Oro. Los rusos llegaron a mediados del siglo XVI, la fundación de la ciudad de Ufá, ahora capital de la república. Numerosos levantamientos locales estallaron en oposición a la solución de poblaciones rusas más grandes en los siglos que siguieron. Los baskires finalmente abandonaron la vida nómada en el siglo XIX, adoptando la forma de vida agrícola que sigue siendo su principal medio de apoyo. La estructura social tradicional de clanes ha desaparecido en gran medida. Las religiones predominantes de la población baskir son el islam, que se observa por la mayoría, y la ortodoxia rusa. Un importante campo de batalla de la Guerra Civil Rusa en 1919, Baskiria fue la primera región étnica en ser designada una república autónoma de Rusia bajo el régimen comunista. La república declaró su soberanía en la Unión Soviética en 1990, y en 1992 accedió a la independencia plena. Dos años más tarde, Baskortostán aceptó mantenerse en el marco legislativo de la Federación de Rusia, a condición de que las áreas de competencia mutua se acordaran.
La república es rica en recursos minerales, especialmente en carbón, petróleo, gas natural, hierro, manganeso, cobre, sal y la piedra de construcción. El gobierno soviético construyó una variedad de industrias pesadas sobre esta base de recursos. Las ocupaciones tradicionales de la ganadería y apicultura baskir siguen siendo importantes actividades económicas.